# Изель
Изель ((тур. İzel), псевдоним, имя при рождении Изель Челикёз (тур. İzel Çeliköz), род. 29 апреля 1969, Ялова) — турецкая поп-певица.

## Биография
Родилась в Ялове. В 1991 году стала одной из представителей Турции на «Евровидении». Совместно с Рейхан Караджа и Джаном Угурлуэром она исполнила песню «İki Dakika», по итогам конкурса представители Турции заняли 12-е место из 22. Выступала в составе трио Изель-Челик-Эрджан, но в 1993 года группа распалось и Изель начала сольную карьеру. Её дебютный альбом назывался «Adak». В 1997 году Изель выпустила второй сольный альбом, получивший название «Emanet», одна входивших в этот альбом была записана с участием Мустафы Сандала, он же стал продюсером. Сначала Изель хотела чтобы продюсерами её второго альбома стали Эрджан Саатчи и Айкут Гюрель, но переговоры с ними зашли в тупик. В 1999 году Изель выпустила третий альбом, получивший название «Bir Küçük Aşk». В его создании принимал участие композитор Алтан Четин, который написал все входившие в альбом песни. Этот альбом был распродан полумиллионным тиражом и принёс Изель широкую известность. В 2001 году вышел четвёртый альбом Изель «Bebek», он стал вторым альбомом Изель в создании которого принимал участие Алтан Четин. В ряде песен были использован арабеск. В 2003 году Изель выпустила свой пятый сольный альбом «Şak». В 2005 — шестой «Bir Dilek Tut Benim İçin». Также Изель принимала участие в записи альбома Эмель Мюфтюоглу, во время работы над ним она познакомилась с Сезен Аксу и аранжировщиком Синаном Акчилем. В 2007 году вышел седьмой альбом Изель «Işıklı Yol», его спродюсировал Синан Акчиль. После этого Изель начала работу над новым альбомом.
Общий тираж альбомов Изель составил более двух миллионов копий.

### Личная жизнь
В декабре 2008 года Изель прошла операцию по удалению акне. По мнению певицы, акне у неё появилось после того, как она узнала, что её партнёр ей изменяет.
В апреле 2009 года Изель прошла вторую операцию и заявила, что у неё будет кожа «как у ребёнка».